# CIVO Stadium
El CIVO Stadium es un estadio situado en la ciudad de Lilongüe, la capital del país africano de Malaui. Tiene un aforo que le permite recibir hasta aproximadamente 40.000 espectadores. Además, es la sede del equipo CIVO United de la Primera División de Malaui ( Malawi Premier Division). Actualmente se encuentra en una reconstrucción realizada con el apoyo del gobierno chino.